# 柴绍良
柴绍良（1954年10月—），安徽太湖人，中国人民解放军中将，曾任中国人民解放军战略支援部队网络系统部政委，第十一届全国人大代表。

## 生平
1972年入伍，曾任总政治部组织部青年局局长、第十四届团中央常委。2003年任总政治部组织部副部长，2007年任总政治部秘书长，2009年任总政治部组织部部长，2011年7月任成都军区政治部主任，2014年任成都军区副政委，2014年12月任中国人民解放军总装备部副政委。2016年，任新成立的中国人民解放军战略支援部队网络系统部政委。
2004年晋升为少将军衔，2012年晋升为中将军衔。2018年2月24日，当选为第十三届全国人大代表。
中国共产党第十八届中央纪律检查委员会委员。